# Blocco Operaio e Contadino
Il Blocco Operaio e Contadino (Bloc Obrer i Camperol in 
catalano, Bloque Obrero y Campesino in spagnolo, acronimo BOC) fu un partito politico comunista spagnolo. Il BOC fu fondato a Barcellona nel 1931 dalla fusione della Federazione Comunista Catalano-Balearica (Federació Comunista Catalano-Balear, FCCB) con il Partito Comunista Catalano (Partit Comunista Català, PCC) ed ebbe come principale esponente Joaquín Maurín. Internazionalmente, il partito era vicino alle posizioni della Opposizione di Destra di Bukharin. Il BOC pubblicava il settimanale La Batalla.
Il BOC era molto forte in Catalogna, primo partito fra le masse operaie. Durante la rivolta delle Asturie, ebbe un ruolo prominente all'interno delle Alleanze Operaie (Alianzas Obreras).
Nel novembre del 1935, il BOC si fuse con la formazione trotzkista Sinistra Comunista di Spagna (Izquierda Comunista de España, ICE) per dar vita al Partito Operaio di Unificazione Marxista (Partido Obrero de Unification Marxista, POUM).